# Arbitraggio
In economia e finanza, un arbitraggio è un'operazione che consiste nell'acquistare un bene o un'attività finanziaria su un mercato rivendendolo su un altro mercato, sfruttando le differenze di prezzo al fine di ottenere un profitto. L'operazione è possibile se il ricavo che si ottiene supera i costi per il trasferimento del bene trattato da un mercato all'altro. L'intera operazione può presentare rischi a carico dell'operatore.
L'arbitraggio si differenzia dalla speculazione per il fatto che, mentre il primo è un modo di lucrare sulle differenze di prezzo presenti in luoghi diversi, la seconda opera sulle differenze di prezzo di uno stesso bene in tempi diversi. In altre parole, mentre la speculazione ricerca il lucro giocando sul fattore "tempo" (vendita successiva all'acquisto e viceversa), l'arbitraggio lo ricerca nel fattore "spazio" (acquisto e vendita su due mercati diversi).